# Çağdaş Atan
Çağdaş Atan (Esmirna, Turquía, 29 de febrero de 1980) es un exjugador y entrenador de fútbol turco. Actualmente dirige al İstanbul Başakşehir.

## Carrera como jugador
Atan comenzó a jugar al fútbol a los 8 años en divisiones inferiores del Altay. Se convirtió en profesional en Marmaris en 2000 y se proclamó campeón de la Tercera División con este equipo.Posteriormente regresó a su antiguo equipo y ganó el campeonato de la Segunda División.
Luego de jugar en el Denizlispor, fue transferido al Beşiktaş por 1 millón de dólares antes del comienzo de la temporada 2004-05.En abril del 2006, la directiva del club le impuso una multa de 100.000 liras turcas y lo excluyó indefinidamente de la plantilla debido a los incidentes que tuvo con la afición y a las declaraciones que hizo después del partido contra el Malatyaspor.
El 1 de junio del 2006, fue transferido al Trabzonspor y firmó un contrato de 4 años.Luego de disputar 40 encuentros y marcar 5 goles, fichó por el Energie Cottbusalemán después de que expirara su contrato al final de la temporada 2008-09.Tras el descenso del equipo, se le hizo una oferta para que se quedara a disputar la 2. Bundesliga, pero las ideas financieras de ambas partes estaban demasiado alejadas.
El 25 de junio de 2009, se anunció que Atan se había unido al FC Basilea en forma gratuita.Luego de dos temporadas en Suiza, firmó con Mersin İdmanyurdu, uno de los nuevos equipos de la Superliga.A principios de la temporada 2012-13, fue cedido al Akhisar Belediyespor. A principios de la campaña 2014-15, fue transferido a Gaziantep.Sin embargo, abandonó el club a mitad de temporada y se unió al Manisaspor.En agosto de 2015, anunció su retiro como futbolista profesional.

## Selección nacional
El 18 de febrero de 2004, Atan hizo su debut oficial en la selección de Turquía en un partido amistoso contra Dinamarca.El 31 de marzo de 2004, marcó su primer gol en un encuentro ante Croacia.

## Carrera como entrenador
En 2016, Atan comenzó a desempeñarse como asistente técnico de Sergen Yalçın en varios clubes.En agosto de 2020, inició su carrera como entrenador principal en el Alanyaspor.Durante su mandato, logró terminar en la séptima colocación en la temporada 2020-21 y en septiembre de 2021 fue relevado de sus funciones luego de una serie de malos resultados.
El 15 de junio de 2022, fue anunciado como entrenador del Kayserispor.Un año más tarde, el club anunció su salida a partir de una serie de diferencias con la junta directiva por las necesidades de transferencias no atendidas del equipo.
En septiembre de 2023, asumió al frente del İstanbul Başakşehir en reemplazo de Emre Belözoğlu y firmó un contrato por tres temporadas.

## Clubes

### Como jugador
| Club              | País     | Año       |
| ----------------- | -------- | --------- |
| Marmaris          | Turquía  | 2000-2001 |
| Altay             | Turquía  | 2001-2003 |
| Denizlispor       | Turquía  | 2003-2004 |
| Beşiktaş          | Turquía  | 2004-2006 |
| Trabzonspor       | Turquía  | 2006-2008 |
| Energie Cottbus   | Alemania | 2008-2009 |
| FC Basilea        | Suiza    | 2009-2011 |
| Mersin İdmanyurdu | Turquía  | 2011-2012 |
| Akhisarspor       | Turquía  | 2012-2014 |
| Gaziantep         | Turquía  | 2014-2015 |
| Manisaspor        | Turquía  | 2015      |

### Como entrenador
| Club                | País    | Año           |
| ------------------- | ------- | ------------- |
| Alanyaspor          | Turquía | 2020-2021     |
| Kayserispor         | Turquía | 2022-2023     |
| İstanbul Başakşehir | Turquía | 2023-presente |

| Club                | País    | Año           |
| ------------------- | ------- | ------------- |
| Alanyaspor          | Turquía | 2020-2021     |
| Kayserispor         | Turquía | 2022-2023     |
| İstanbul Başakşehir | Turquía | 2023-presente |

## Estadísticas como entrenador
| Equipo                      | Div.                | Temporada           | Liga  | Liga | Liga | Liga | Liga |       | Copa | Copa | Copa | Copa  |   | Internacional | Internacional | Internacional | Internacional | Internacional |   | Otros | Otros | Otros | Otros |    | Totales     | Totales | Totales | Totales | Totales | Totales | Totales | Totales |
| Equipo                      | Div.                | Temporada           | Part. | G    | E    | P    | Pos. | Part. | G    | E    | P    | Part. | G | E             | P             | Pos.          | Part.         | G             | E | P     | Part. | G     | E     | P  | Rendimiento | GF      | GC      | Dif.    |         |         |         |         |
| --------------------------- | ------------------- | ------------------- | ----- | ---- | ---- | ---- | ---- | ----- | ---- | ---- | ---- | ----- | - | ------------- | ------------- | ------------- | ------------- | ------------- | - | ----- | ----- | ----- | ----- | -- | ----------- | ------- | ------- | ------- | ------- | ------- | ------- | ------- |
| Alanyaspor Turquía          | 1.ª                 | 2020-21             | 39    | 17   | 8    | 14   | 7.º  | 4     | 3    | 0    | 1    | 1     | 0 | 0             | 1             | 3ªR           | -             | -             | - | -     | 44    | 20    | 8     | 16 | 51.51%      | 70      | 52      | +18     |         |         |         |         |
| Alanyaspor Turquía          | 1.ª                 | 2021-22             | 3     | 1    | 0    | 2    | Inc. | -     | -    | -    | -    | -     | - | -             | -             | -             | -             | -             | - | -     | 3     | 1     | 0     | 2  | 33.33%      | 2       | 9       | -7      |         |         |         |         |
| Alanyaspor Turquía          | Total               | Total               | 42    | 18   | 8    | 16   | -    | 4     | 3    | 0    | 1    | 1     | 0 | 0             | 1             | -             | -             | -             | - | -     | 47    | 21    | 8     | 18 | 50.35%      | 72      | 61      | +11     |         |         |         |         |
| Kayserispor Turquía         | 1.ª                 | 2022-23             | 34    | 13   | 5    | 16   | 9.º  | 5     | 4    | 0    | 1    | -     | - | -             | -             | -             | -             | -             | - | -     | 39    | 17    | 5     | 17 | 47.86%      | 57      | 66      | -9      |         |         |         |         |
| Kayserispor Turquía         | 1.ª                 | 2023-24             | 4     | 1    | 3    | 0    | Inc. | -     | -    | -    | -    | -     | - | -             | -             | -             | -             | -             | - | -     | 4     | 1     | 3     | 0  | 50%         | 4       | 3       | +1      |         |         |         |         |
| Kayserispor Turquía         | Total               | Total               | 38    | 14   | 8    | 16   | -    | 5     | 4    | 0    | 1    | -     | - | -             | -             | -             | -             | -             | - | -     | 43    | 18    | 8     | 17 | 48.06%      | 61      | 69      | -8      |         |         |         |         |
| Estambul Başakşehir Turquía | 1.ª                 | 2023-24             | 35    | 18   | 7    | 10   | 4.º  | 4     | 2    | 1    | 1    | -     | - | -             | -             | -             | -             | -             | - | -     | 39    | 20    | 8     | 11 | 58.12%      | 61      | 40      | +21     |         |         |         |         |
| Estambul Başakşehir Turquía | 1.ª                 | 2024-25             | 36    | 16   | 6    | 14   | 5.º  | 3     | 1    | 2    | 0    | 12    | 6 | 4             | 2             | FG            | -             | -             | - | -     | 51    | 23    | 12    | 16 | 52.94%      | 90      | 72      | +18     |         |         |         |         |
| Estambul Başakşehir Turquía | 1.ª                 | 2025-26             | 1     | 0    | 1    | 0    | -    | 0     | 0    | 0    | 0    | 4     | 3 | 1             | 0             | -             | -             | -             | - | -     | 5     | 3     | 2     | 0  | 73.33%      | 10      | 3       | +7      |         |         |         |         |
| Estambul Başakşehir Turquía | Total               | Total               | 72    | 34   | 14   | 24   | -    | 7     | 3    | 3    | 1    | 16    | 9 | 5             | 2             | -             | -             | -             | - | -     | 95    | 46    | 22    | 27 | 56.14%      | 161     | 115     | +46     |         |         |         |         |
| Total en su carrera         | Total en su carrera | Total en su carrera | 152   | 66   | 30   | 56   | -    | 16    | 10   | 3    | 3    | 17    | 9 | 5             | 3             | -             | -             | -             | - | -     | 185   | 85    | 38    | 62 | 52.8%       | 294     | 245     | +49     |         |         |         |         |
| 1. 2.                       |                     |                     |       |      |      |      |      |       |      |      |      |       |   |               |               |               |               |               |   |       |       |       |       |    |             |         |         |         |         |         |         |         |

### Resumen por competiciones
| Competición                 | Partidos | Ganados | Empatados | Perdidos | %      | Resultado      |
| --------------------------- | -------- | ------- | --------- | -------- | ------ | -------------- |
| SüperLig                    | 152      | 66      | 30        | 56       | 50%    | 4.º lugar      |
| Copa de Turquía             | 16       | 10      | 3         | 3        | 68.75% | Semifinales    |
| Liga Europa de la UEFA      | 1        | 0       | 0         | 1        | 0%     | Tercera ronda  |
| Liga Conferencia de la UEFA | 16       | 9       | 5         | 2        | 66.67% | Fase de grupos |
| TOTAL                       | 185      | 85      | 38        | 62       | 52.8%  | Sin Títulos    |

## Palmarés

### Como jugador

#### Campeonatos nacionales
| Título             | Club       | País    | Año     |
| ------------------ | ---------- | ------- | ------- |
| Copa de Turquía    | Beşiktaş   | Turquía | 2005-06 |
| Superliga de Suiza | FC Basilea | Suiza   | 2009-10 |
| Copa de Suiza      | FC Basilea | Suiza   | 2009-10 |